# Raymond Lancelin
Pour les articles homonymes, voir Lancelin (homonymie).
Raymond Lancelin, né le 15 mars 1944, est un homme politique français.

## Biographie
Il est conseiller général d'Indre-et-Loire, élu dans le canton de Château-Renault, de 2001 à 2008.
Il est élu en 2007 suppléant de Claude Greff à la députation pour la deuxième circonscription d'Indre-et-Loire. Cette dernière ayant été nommée secrétaire d'État le 29 juin 2011, il prend sa place comme député le mois suivant.

## Détail des mandats
- 1977 - 1983 : membre du conseil municipal de Château-Renault en Indre-et-Loire
- 1983 - 2001 : adjoint au maire de la mairie de Château-Renault en Indre-et-Loire
- 1996 - 2001 : vice-président de la communauté de communes du Castelrenaudais
- 2001 - 2008 : conseiller général d'Indre-et-Loire, élu dans le canton de Château-Renault
- 2011 - 2012 : député d'Indre-et-Loire